# Ladislao Szabo
Ladislao Szabo Klein (Budapest, 11 aprile 1923 – ...) è stato un pallanuotista argentino, di origine ungherese, che ha partecipato alle Olimpiadi di Londra 1948 e di Helsinki 1952.